# ایرویوز ایرلینک
ایرویوز ایرلینک (به انگلیسی: Airwaves Airlink) یک شرکت هواپیمایی در زامبیا است که قطب این شرکت هواپیمایی در فرودگاه بین‌المللی لوزاکا قرار دارد و به ۱ مقصد، پرواز مستقیم انجام می‌دهد.